# Yeoksam-dong, Yongin
Yeoksam-dong (koreanska: 역삼동) var en stadsdel i staden Yongin i provinsen Gyeonggi, i den nordvästra delen av Sydkorea, 40 km söder om huvudstaden Seoul. Den ligger i stadsdistriktet Cheoin-gu.
Den 1 juli 2021 delades stadsdelen upp på två nya stadsdelar, Samga-dong och Yeokbuk-dong.